# John Raymond Wilton
John Raymond Wilton   (Belfast, Port Fairy, 2 de maig de 1884 - Adelaida, 12 d'abril de 1944) va ser un matemàtic australià.

## Vida i Obra

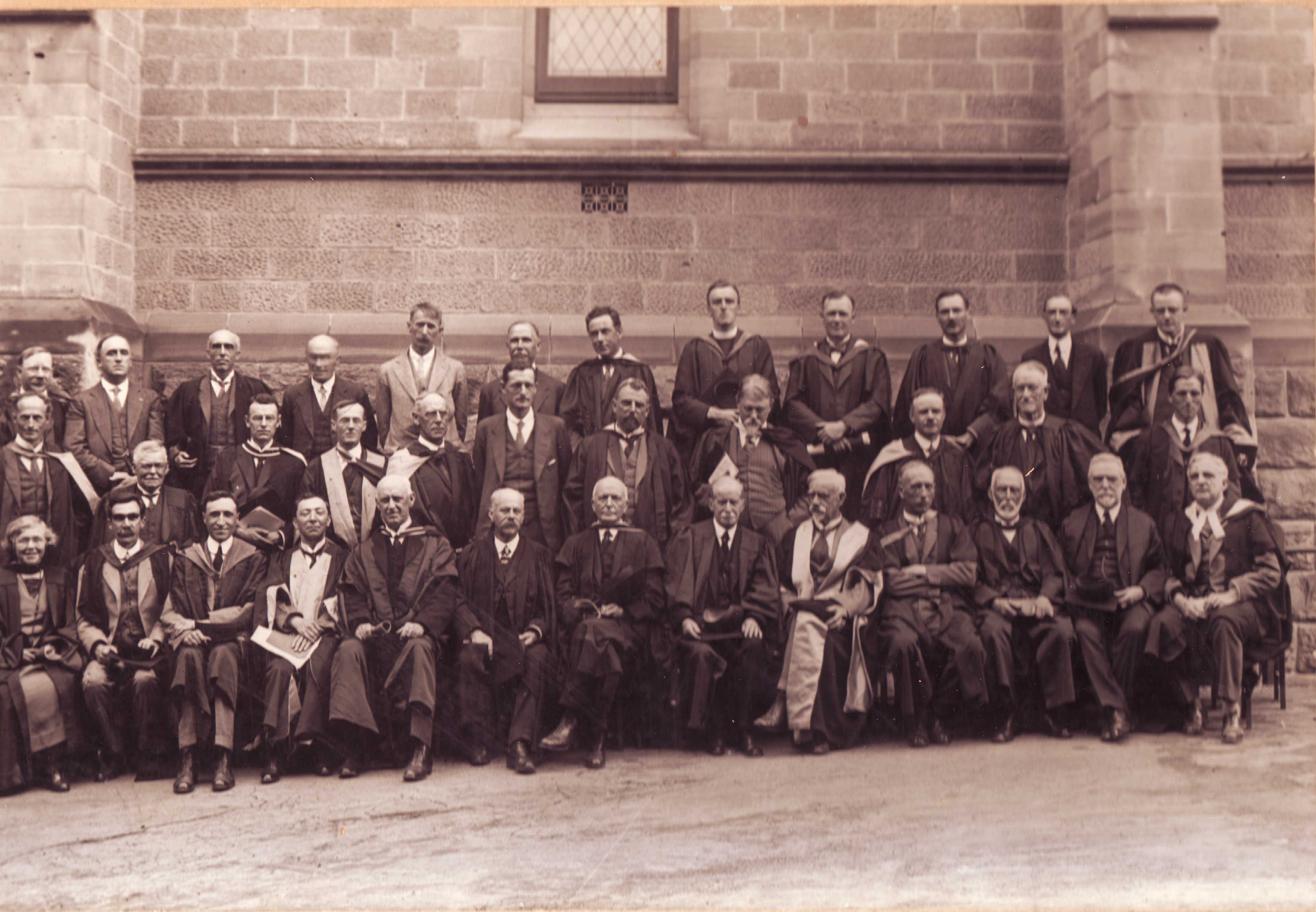
Claustre de la Universitat d'Adelaida el 1923. Wilton és qui està a l'extrem dret de la fila del mig.

Wilton era el fill gran d'un periodista del diari local The Advertiser. Va estudiar matemàtiques a la universitat d'Adelaida en la qual es va graduar el 1903. Seguint el consell del seu mestre William Henry Bragg, va ampliar estudis a la universitat de Cambridge, on va passar els exàmens de matemàtiques el 1907 i els de ciències naturals l'any següent.
Després d'un breu temps treballant al Laboratori Cavendish va ser professor de la universitat de Sheffield fins a l'any 1919 en que va retornar al seu país. Des de 1920 fins a la seva mort va ser professor de la universitat d'Adelaida, en la qual va ser degà els anys 1921-22, 1929-30 i 1941-42.
Els principals treballs de recerca de Wilton van ser en els camps de la teoria de nombres i l'anàlisi matemàtica. D'especial rellevància són la funció de Wilton i els nombres de Wilton-Cremer.